# Schorbach
Schorbach és un municipi francès, situat al departament del Mosel·la i a la regió del Gran Est. L'any 2007 tenia 589 habitants.

## Demografia

### Població
El 2007 la població de Schorbach era de 589 persones. Hi havia 238 famílies, de les quals 60 eren unipersonals (28 homes vivint sols i 32 dones vivint soles), 89 parelles sense fills, 77 parelles amb fills i 12 famílies monoparentals amb fills.
La població ha evolucionat segons el següent gràfic:
Habitants censats

### Habitatges
El 2007 hi havia 274 habitatges, 237 eren l'habitatge principal de la família, 17 eren segones residències i 20 estaven desocupats. 256 eren cases i 10 eren apartaments. Dels 237 habitatges principals, 196 estaven ocupats pels seus propietaris, 25 estaven llogats i ocupats pels llogaters i 15 estaven cedits a títol gratuït; 6 tenien una cambra, 5 en tenien dues, 20 en tenien tres, 39 en tenien quatre i 166 en tenien cinc o més. 216 habitatges disposaven pel capbaix d'una plaça de pàrquing. A 87 habitatges hi havia un automòbil i a 122 n'hi havia dos o més.

### Piràmide de població
La piràmide de població per edats i sexe el 2009 era:
| Homes | Edats   | Dones |
| ----- | ------- | ----- |
| 0     | 95 o +  | 0     |
| 0     | 90 a 94 | 0     |
| 8     | 85 a 89 | 8     |
| 0     | 80 a 84 | 8     |
| 4     | 75 a 79 | 16    |
| 12    | 70 a 74 | 24    |
| 16    | 65 a 69 | 20    |
| 20    | 60 a 64 | 12    |
| 20    | 55 a 59 | 16    |
| 28    | 50 a 54 | 28    |
| 16    | 45 a 49 | 20    |
| 24    | 40 a 44 | 20    |
| 24    | 35 a 39 | 20    |
| 24    | 30 a 34 | 12    |
| 32    | 25 a 29 | 20    |
| 20    | 20 a 24 | 8     |
| 48    | 15 a 19 | 20    |
| 32    | 10 a 14 | 20    |
| 20    | 5 a 9   | 16    |
| 0     | 0 a 4   | 12    |

## Economia
El 2007 la població en edat de treballar era de 381 persones, 253 eren actives i 128 eren inactives. De les 253 persones actives 218 estaven ocupades (138 homes i 80 dones) i 35 estaven aturades (15 homes i 20 dones). De les 128 persones inactives 36 estaven jubilades, 30 estaven estudiant i 62 estaven classificades com a «altres inactius».

### Ingressos
El 2009 a Schorbach hi havia 224 unitats fiscals que integraven 567 persones, la mediana anual d'ingressos fiscals per persona era de 18.033 €.

### Activitats econòmiques
Dels 14 establiments que hi havia el 2007, 3 eren d'empreses de construcció, 2 d'empreses de comerç i reparació d'automòbils, 2 d'empreses de transport, 2 d'empreses financeres, 1 d'una empresa immobiliària, 1 d'una empresa de serveis i 3 d'entitats de l'administració pública.
Dels 5 establiments de servei als particulars que hi havia el 2009, 1 era una oficina de correu, 1 una oficina bancària, 1 taller de reparació d'automòbils i de material agrícola, 1 fusteria i 1 empresa de construcció.
L'any 2000 a Schorbach hi havia 14 explotacions agrícoles.

## Equipaments sanitaris i escolars
El 2009 hi havia 1 escola maternal i 1 escola elemental.

## Poblacions més properes
El següent diagrama mostra les poblacions més properes.